# سمبات دوم
سمبات دوم (به ارمنی Սմբատ Բ Տիեզերակալ، به لاتین Smbat II Tiezerakal) ششمین پادشاه دودمان باگراتونی است که از تاریخ ۹۷۷–۹۸۹ میلادی بر ارمنستان سلطنت کرد.

## تاریخ
سمبات دوم کارهای ساختمانی پدرش آشوت سوم را ادامه داد. او بود که برای آنی (شهر باستانی) دیوار بلند و برج و بارو کشید و آن دیوار شهر را از شمال و از غرب محافظت می‌کرد.
در زمان سلطنت او نیز ارمنستان از صلح و آرامش برخوردار بود و فقط با نزاعی که بین سمبات و عمویش موشق پادشاه قارص روی داد اندکی به آن صلح و آرامش لطمه وارد آمد. نقطه تاریک دیگری که بر سلطنت سمبات دوم سایه افکند اختلافی بود که بین پادشاه و کلیسای ارمنستان پیدا شد، اختلافی که ناشی از ازدواج پادشاه بود. شاه با برادر زاده خود ازدواج کرده بود و کلیسای ارمنستان به چنین وصلتی سخت اعتراض کرد.
شاه سمبات در سال ۹۸۹ وفات یافت و آن در لحظه‌ای بود که تردات معمار معروف ارمنی به فرمان سمبات دوم کلیسای بزرگ آنی (شهر باستانی) را ساخت، کلیسایی که با اصالت سبک و با سادگی تزییناتش به عنوان یکی از شاهکارهای معماری ارمنی برجا مانده است.